# Oberwürzbach
Oberwürzbach bildet zusammen mit den Ortsteilen Reichenbrunn und Rittersmühle einen Stadtteil der Mittelstadt St. Ingbert im saarländischen Saarpfalz-Kreis. Bis Ende 1973 war Oberwürzbach eine eigenständige Gemeinde im Landkreis Sankt Ingbert. Der Stadtteil hat insgesamt etwa 2600 Einwohner und umfasst eine Fläche von 5,52 km², wovon ein Großteil von Wald belegt ist.

## Lage

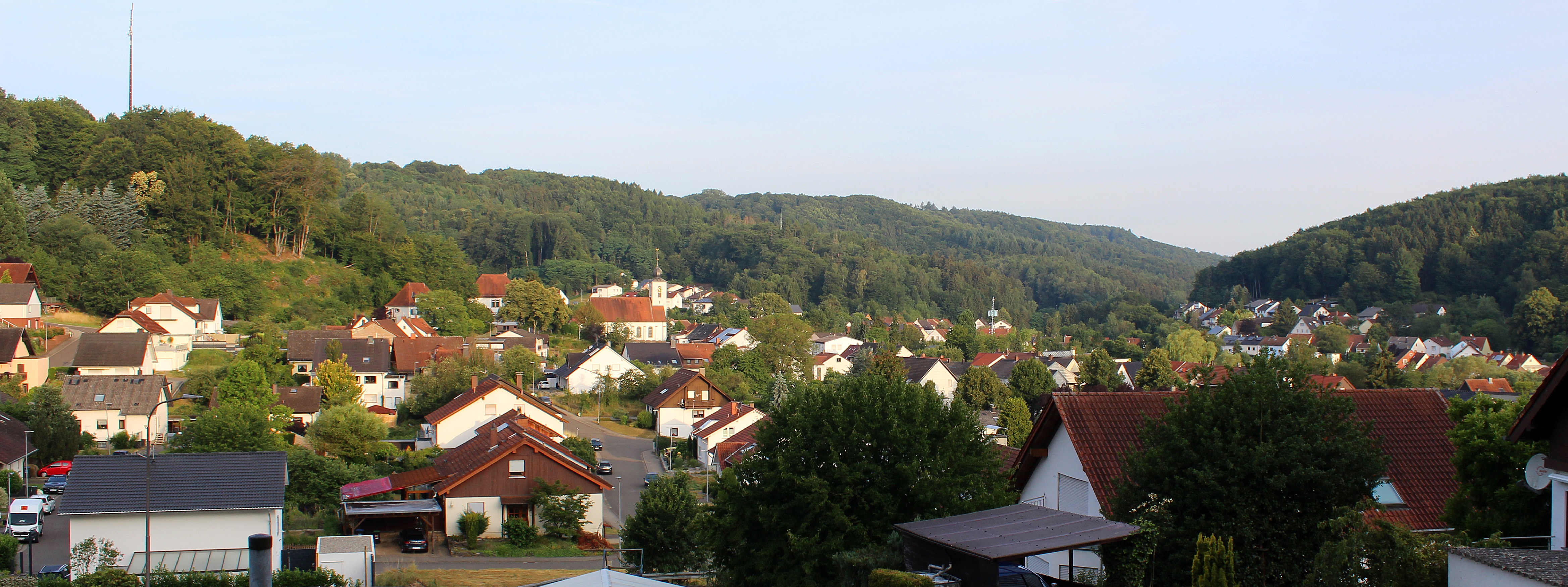
Blick aus östlicher Richtung auf Oberwürzbach

Nachbarorte (im Norden beginnend) sind St. Ingbert, Hassel (ebenfalls Stadtteil von St. Ingbert), Niederwürzbach (Stadtteil von Blieskastel), Ommersheim und Heckendalheim (beides Ortsteile von Mandelbachtal).
Das ursprünglich bäuerlich geprägte Dorf wurde ab der zweiten Hälfte des 20. Jahrhunderts zu einer beliebten Wohngegend im Würzbachtal.
Von besonderer touristischer Bedeutung ist die Lage Oberwürzbachs im Biosphärenreservats Bliesgau, das die UNESCO im Jahr 2009 verliehen hat.
Oberwürzbach liegt zudem an der Barockstraße SaarPfalz die als eine Touristische Themenstraße durch das Saarland und die angrenzende Westpfalz führt.

## Geschichte
In den Höhlen des Eichertsfels nördlich von Oberwürzbach finden sich Spuren früher menschlicher Besiedlung.
Oberwürzbach wurde 1181 erstmals in einer Urkunde des Abtes Konrad von Hornbach erwähnt, als dieser ein Stück Land in Wercebach an die Abtei Wadgassen verkaufte. Vor dieser ersten Erwähnung, schätzen Historiker, existierte das Dorf bereits 200 bis 300 Jahre. Darauf deutet die Namensendung -bach hin. Von der engen Verknüpfung mit der Abtei zeugen viele Güter und ein eigener Hof der Abtei in Oberwürzbach.
Die ersten privaten Besitztümer in Oberwürzbach werden in Urkunden aus dem 15. Jahrhundert erwähnt. Ein Verzeichnis aus dem Jahr 1426 belegt, dass auch die Grafen von Nassau-Saarbrücken Besitztümer in Oberwürzbach hatten. Im 16. Jahrhundert stand das Dorf als Lehen unter der Herrschaft der Herren von Eltz.
Der Dreißigjährige Krieg (1618–1648) führte zur Zerstörung und Entvölkerung des Ortes, und erst 1660 siedelten sich wieder Familien an. Doch schon 1677 wurde Oberwürzbach wieder zerstört, als französische Truppen, die 1673 in die Pfalz einmarschierten auf dem Rückzug vor kaiserlichen Truppen das Dorf niederbrannten. Zehn Jahre nach diesen Ereignissen fanden sich wiederum neue Siedler in Oberwürzbach, das in dieser Zeit zum Herrschaftsgebiet der Grafen von der Leyen gehörte.
In den Koalitionskriegen, die in den Jahren der französischen Revolution ausbrachen, versuchte die französische Armee von Lothringen und dem Elsass her in das Gebiet des heutigen Saarpfalz-Kreises vorzudringen und machte so aus Oberwürzbach einen Kriegsschauplatz. Am 27. September 1793 traf sich in Oberwürzbach der preußische Obrist Blücher mit den Generälen von Kalckreuth und von Knobelsdorff zu einer Lagebesprechung um die weitere Vorgehensweise gegen die Franzosen zu erörtern. Die preußischen und sächsischen Truppen schafften es zwar wiederholt die Franzosen bis zur Saar zurückzudrängen, mussten sich aber letztendlich bis nach Kaiserslautern zurückziehen. In der Folge wurde das linke Rheinufer von Frankreich besetzt und 1797 annektiert. Somit wurde Oberwürzbach französisch.
Nach dem Wiener Kongress wurde der Ort 1815 Teil des Rheinkreises im Königreich Bayern. 1852 schied Oberwürzbach aus der Gemeinde St. Ingbert aus und schloss sich mit den Gemeinden Ommersheim und Heckendalheim zu einer Gemeinde zusammen, die von der Bürgermeisterei Ommersheim verwaltet wurde.
Nach dem Ersten Weltkrieg führten die Bestimmungen des Friedensvertrags von Versailles von 1919 dazu, dass Oberwürzbach von 1920 bis 1935 im Saargebiet lag, das mit einem Mandat des Völkerbundes für 15 Jahre unter französische Verwaltung gestellt wurde. 
Am 1. Januar 1925 wurde das Dorf selbständig, indem es von der Bürgermeisterei Ommersheim abgetrennt wurde und eine eigene Bürgermeisterei bekam. Zu dieser kamen am 13. Januar 1937 auch die beiden Weiler Reichenbrunn und Rittersmühle hinzu.
Nach Ausbruch des Zweiten Weltkrieges wurde die gesamte Bevölkerung am 1. und 2. September 1939 nach Thüringen und Oberfranken evakuiert, da Oberwürzbach im Bereich der Roten Zone lag. Im Oktober 1939 wurde der Ort durch französische Artillerie beschossen. Nach dem Ende des Frankreichfeldzuges kehrten viele Bewohner Anfang August 1940 wieder zurück. Im Sommer 1944 kam es wieder zu Kampfhandlungen, zunächst in Form von Fliegerangriffen, dann in Form der US-amerikanischen Offensive unter General Patton, die am Morgen des 20. März 1945 um 8:30 Uhr Oberwürzbach erreichte.
Nach dem Zweiten Weltkrieg lag Oberwürzbach zunächst in der französischen Besatzungszone, bevor der Ort 1946 bis Ende 1956 Teil des Saarprotektorats wurde.
Am 1. Januar 1974 wurde die bis dahin eigenständige Gemeinde Oberwürzbach im Zuge der saarländischen Gebiets- und Verwaltungsreform mit vier anderen Kommunen in die Stadt St. Ingbert eingegliedert.

## Politik

### Ortsrat
Der Ortsrat von Oberwürzbach umfasst elf Mitglieder einschließlich der ehrenamtlichen Ortsvorsteherin.
|      | SPD | CDU | Gesamt   |
| 2024 | 6   | 5   | 11 Sitze |

Die derzeitige Ortsvorsteherin ist seit 2024 Dunja Sauer, Stellvertreterin Sabine Degel.

## Kultur und Sehenswürdigkeiten

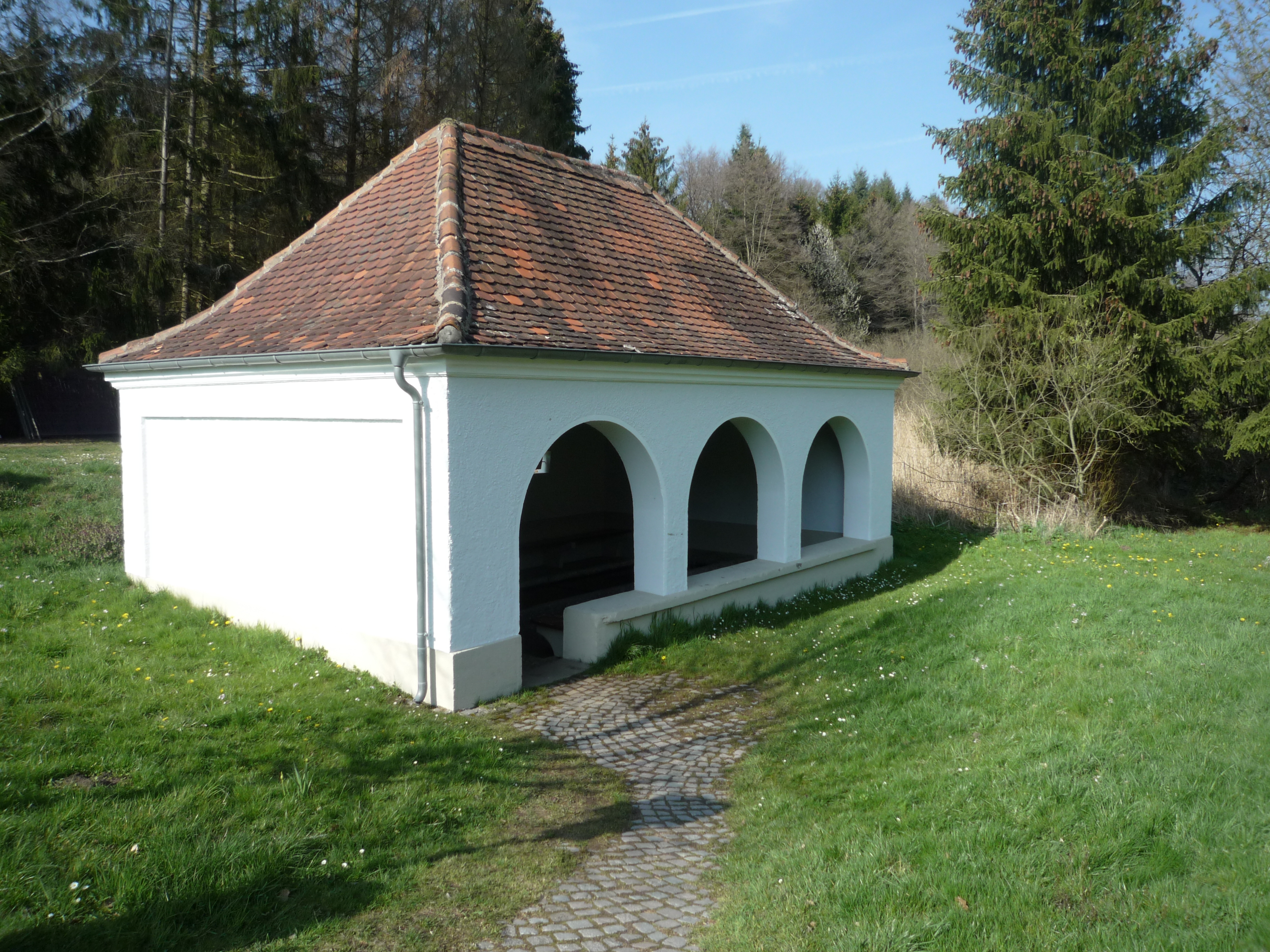
Waschhaus in Oberwürzbach

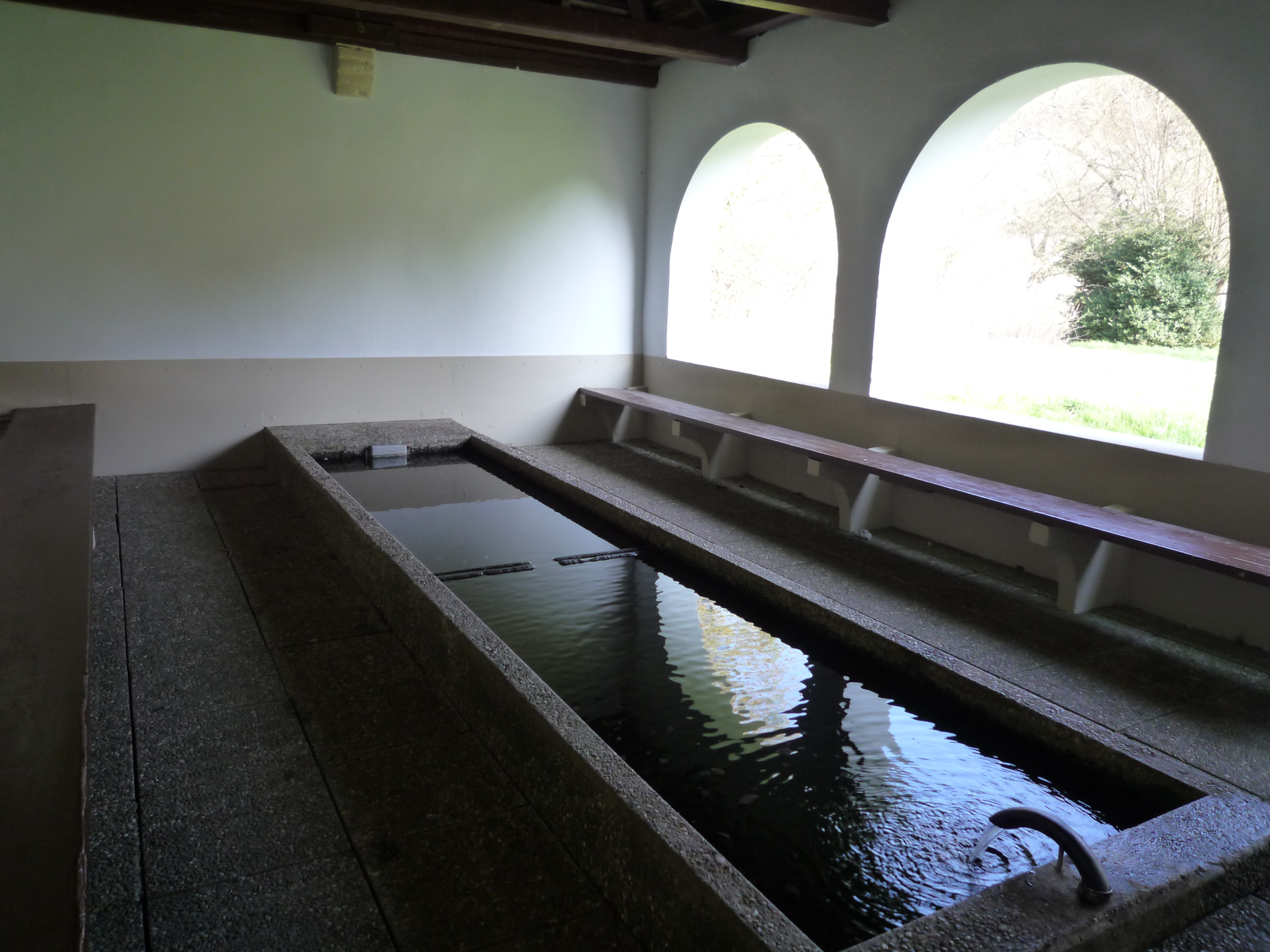
Inneres des Waschhauses, mit modernen Materialien renoviert

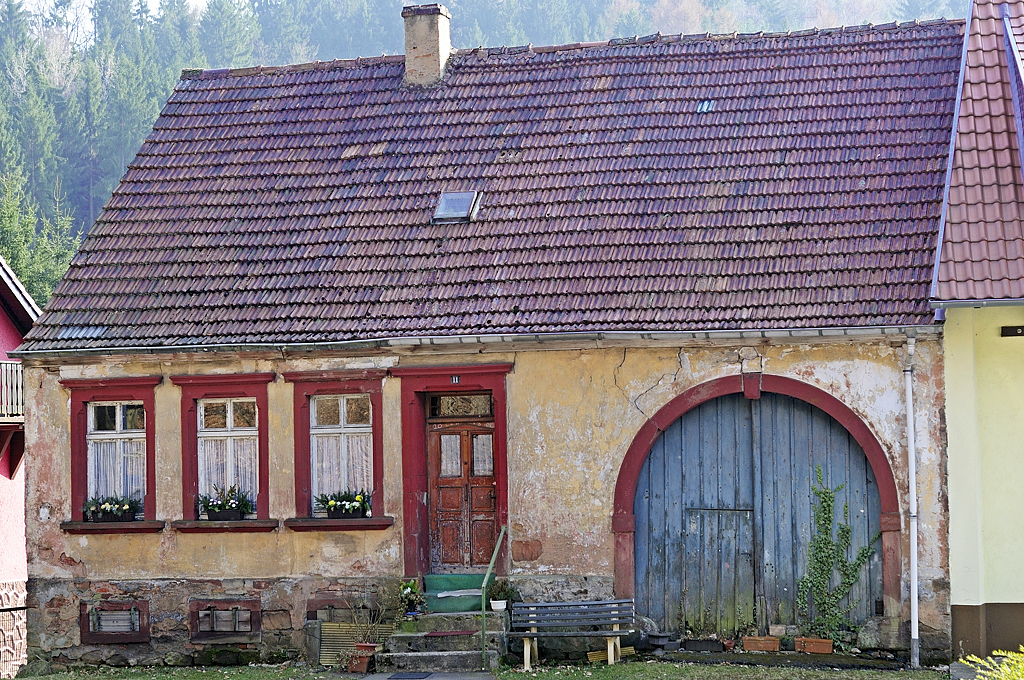
Ehemaliges Bauernhaus (Typ: Arbeiter-Bauernhaus) in Oberwürzbach

### Bauwerke
Oberwürzbach besitzt ein sehr gut erhaltenes Waschhaus vom Beginn des 20. Jahrhunderts.
Ebenfalls sehenswert sind die in der Denkmalliste des Saarlandes als Einzeldenkmal aufgeführte katholische Pfarrkirche Herz Jesu, die 1922–23 erbaut wurde, mehrere Bauernhäuser aus dem 18. und 19. Jahrhundert, das Schulgebäude von 1836–38, sowie das Mühlengehöft Rittersmühle aus dem 18. Jahrhundert.

### Regelmäßige Veranstaltungen
- Rosenmontagsumzug
- Dorffest mit Kirmes (3. Wochenende im Juli)
- Tag der offenen Tür der Freiwilligen Feuerwehr (2. Wochenende im September)
- An Christi Himmelfahrt findet jährlich das Waldfest des Musikvereins Hochscheid Reichenbrunn statt.
- Josefswanderung nach Erfweiler-Ehlingen (am Sonntag nach dem Josefstag)

## Wirtschaft und Infrastruktur

### Öffentliche Einrichtungen
Oberwürzbachhalle, Dorfgemeinschaftshaus, Kindertagesstätte, Montessori-Grundschule, Friedhof, Einsegnungshalle, Katholisches Pfarrheim, Katholische Bücherei, DRK-Heim, Turnhalle, Katholische Kirche Herz Jesu, Katholische Kirche St. Chrodegang (in Reichenbrunn), Feuerwehrhaus, Sportheim, Soldatenfriedhof, Tennisplatz und Bienenlehrstand (ebenfalls in Reichenbrunn).

### Verkehr
- Die Anschlussstelle St. Ingbert-West der Bundesautobahn 6 ist etwa drei Kilometer vom Ortskern entfernt.
- Der nächste Bahnhof der Deutschen Bahn befindet sich in St. Ingbert.
- Stadtbusverbindung mit dem INGO nach St. Ingbert und Hassel (Linien 525 und 526)